# Barrie Chase
Barrie Chase (* 20. Oktober 1933 in Kings Point, New York) ist eine US-amerikanische Schauspielerin und Tänzerin. Bekanntheit erlangte sie als Tanzpartnerin von Fred Astaire sowie durch ihre Rollen in Filmen wie Ein Köder für die Bestie und Der Flug des Phoenix.

## Leben
Barrie Chase wurde als Tochter des bekannten Schriftstellers Borden Chase und der Pianistin Lee Keith geboren. Ihr älterer Bruder Frank Chase wurde später Drehbuchautor. Als Barrie sechs Jahre alt war, zog sie mit ihrer Familie nach Kalifornien, wo sie in Encino aufwuchs und dort Ballettunterricht erhielt. Nach der Scheidung ihrer Eltern unterstützte Chase ihre Mutter und lebte mit ihr in Los Angeles.
Chases Karriere begann 1952 mit Auftritten als Tänzerin in diversen Fernsehshows sowie als assistierende Choreografin für Jack Cole bei Metro-Goldwyn-Mayer. Dort lernte sie Fred Astaire kennen, der sie bat, als seine Tanzpartnerin in der Fernsehshow An Evening with Fred Astaire aufzutreten. Das Tanzpaar trat in den folgenden Jahren in weiteren Sendungen auf. Während dieser Zeit hatte Chase eine Beziehung mit dem 34 Jahre älteren Astaire, der aus erster Ehe verwitwet war.
Seit 1952 war Barrie Chase auch als Darstellerin in mehreren Filmen zu sehen, darunter auch gemeinsam mit Fred Astaire. Anfangs lediglich als Tänzerin für Musicals wie Die Girls, später auch in größeren Rollen. So verkörperte sie 1962 die von Robert Mitchums Charakter misshandelte Diane Taylor im Psychothriller Ein Köder für die Bestie. In Stanley Kramers 1963 erschienener Komödie Eine total, total verrückte Welt war Chase als Freundin von Sylvester Marcus (gespielt von Dick Shawn) zu sehen. 1965 spielte sie die Rolle der Farida in einer Traumsequenz des ansonsten ausschließlich mit Männern besetzten Abenteuerfilms Der Flug des Phoenix.
1972 zog sich Chase ins Privatleben zurück. Sie war dreimal verheiratet, darunter von 1966 bis zur Scheidung im Jahr 1968 mit dem Schauspieler und Sänger Jan Malmsjö. Aus ihrer jetzigen Ehe mit James Kaufman stammt ein gemeinsames Kind.
2017 äußerte sich Barrie Chase im Rahmen der Affäre um den Filmproduzenten Harvey Weinstein und der MeToo-Bewegung. So warf sie dem Musicalproduzenten und Liedtexter Arthur Freed sexuelle Belästigung während eines Castings für den Film Brigadoon im Jahr 1954 vor und gab an, dass solche Vorfälle und Übergriffe ein altbekanntes Thema in Hollywood seien.

## Filmografie (Auswahl)
- 1952: Scaramouche, der galante Marquis (Scaramouche)
- 1952: Der Weg nach Bali (Road to Bali)
- 1952: Hans Christian Andersen und die Tänzerin (Hans Christian Andersen)
- 1953: Madame macht Geschichte(n) (Call Me Madam)
- 1954: Brigadoon
- 1954: Weiße Weihnachten (White Christmas)
- 1954: Athena
- 1954: Tief in meinem Herzen (Deep in My Heart)
- 1955: Daddy Langbein (Daddy Long Legs)
- 1955: Das gibt es nur in Kansas (The Second Greatest Sex)
- 1955: Kismet
- 1956: Der Eroberer (The Conqueror)
- 1956: Big Dans Vermächtnis (He Laughed Last)
- 1956: Fanfaren der Freude (The Best Things in Life Are Free)
- 1956: Das schwache Geschlecht (The Opposite Sex)
- 1956: Ohne Liebe geht es nicht (You Can’t Run Away from It)
- 1957: Seidenstrümpfe (Silk Stockings)
- 1957: Die Girls (Les Girls)
- 1957: Pal Joey
- 1958: Mickey Spillane’s Mike Hammer (Fernsehserie, 2 Folgen)
- 1958: Das Mädchen aus der Unterwelt (Party Girl)
- 1958: Blaue Nächte (Mardi Gras)
- 1961: Der tanzende Gangster (The George Raft Story)
- 1962: Ein Köder für die Bestie (Cape Fear)
- 1963: Amos Burke (Burke’s Law, Fernsehserie, 1 Folge)
- 1963: Eine total, total verrückte Welt (It’s a Mad, Mad, Mad, Mad World)
- 1965: Bonanza (Fernsehserie, 1 Folge)
- 1965: Der Flug des Phoenix (The Flight of the Phoenix)
- 1967: Immer wenn er Pillen nahm (Mr. Terrific, Fernsehserie, eine Folge)
- 2020: Leave 'em Laughing (Kurzfilm)